# Dark Castle
Dark Castle är ett TV-spel från 1986 till Macintosh, utgivet av Silicon Beach Software, och senare porterat till diverse olika konsoler, då utgivet av Three-Sixty Pacific. Spelet designades och illustrerades av Mark Pierce, medan Jonathan Gay producerade.

## Handling
Den unge hjälten Duncan skall besegra den onde Svarta riddaren.

### Fotnoter
1. ↑  Dark Castle (Sega Mega Drive) recension Arkiverad 27 september 2015 hämtat från the Wayback Machine. från Ciao!
2. ↑  "Dark Castle game resurrected for cell phones" Arkiverad 24 juli 2008 hämtat från the Wayback Machine. från Macworld
3. ↑  ”Dark Castle” (på engelska). Mobygames. 13 mars 1992. http://www.mobygames.com/game/dark-castle. Läst 18 juni 2014.